# Epiblastus
Epiblastus é um género botânico pertencente à família das orquídeas (Orchidaceae).

## Espécies
1. Epiblastus accretus J.J.Sm., Bot. Jahrb. Syst. 66: 176 (1934).
2. Epiblastus acuminatus Schltr., Repert. Spec. Nov. Regni Veg. Beih. 1: 239 (1911).
3. Epiblastus angustifolius Schltr., Repert. Spec. Nov. Regni Veg. 16: 215 (1919).
4. Epiblastus auriculatus Schltr., Repert. Spec. Nov. Regni Veg. Beih. 1: 241 (1912).
5. Epiblastus basalis Schltr., Repert. Spec. Nov. Regni Veg. Beih. 1: 236 (1911).
6. Epiblastus buruensis J.J.Sm., Bull. Jard. Bot. Buitenzorg, III, 9: 460 (1928).
7. Epiblastus chimbuensis P.Royen, Alp. Fl. New Guinea 2: 492 (1979).
8. Epiblastus cuneatus J.J.Sm., Bull. Dép. Agric. Indes Néerl. 19: 22 (1908).
9. Epiblastus kerigomnensis P.Royen, Alp. Fl. New Guinea 2: 490 (1979).
10. Epiblastus lancipetalus Schltr., Repert. Spec. Nov. Regni Veg. Beih. 1: 237 (1911).
11. Epiblastus masarangicus (Kraenzl.) Schltr., Repert. Spec. Nov. Regni Veg. 9: 287 (1911).
12. Epiblastus merrillii L.O.Williams, Philipp. J. Sci. 71: 113 (1940).
13. Epiblastus montihageni P.Royen, Alp. Fl. New Guinea 2: 496 (1979).
14. Epiblastus neohibernicus Schltr., Repert. Spec. Nov. Regni Veg. Beih. 1: 239 (1911).
15. Epiblastus ornithidioides Schltr., Fl. Schutzgeb. Südsee, Nachtr.: 137 (1905).
16. Epiblastus pteroglotta Gilli, Ann. Naturhist. Mus. Wien, B 84: 32 (1980 publ. 1983).
17. Epiblastus pulchellus Schltr., Repert. Spec. Nov. Regni Veg. Beih. 1: 240 (1911).
18. Epiblastus pullei J.J.Sm., Bull. Jard. Bot. Buitenzorg, II, 13: 57 (1914).
19. Epiblastus schultzei Schltr., Bot. Jahrb. Syst. 58: 69 (1922).
20. Epiblastus sciadanthus (F.Muell.) Schltr., Fl. Schutzgeb. Südsee, Nachtr.: 137 (1905).
21. Epiblastus torricellensis Schltr., Repert. Spec. Nov. Regni Veg. Beih. 1: 238 (1911).
22. Epiblastus tuberculatus R.S.Rogers, Trans. & Proc. Roy. Soc. South Australia 49: 256 (1925).